# Rhampholeon moyeri
Espèce
Statut de conservation UICN

 LC  : Préoccupation mineure
Rhampholeon moyeri est une espèce de sauriens de la famille des Chamaeleonidae.

## Répartition
Cette espèce est endémique de Tanzanie. Elle se rencontre dans les monts Udzungwa.

## Étymologie
Cette espèce est nommée en l'honneur de David C. Moyer.

## Publication originale
- Menegon, Salvidio & Tilbury, 2002 : A new dwarf chamaeleon from the Udzungwa Mountains of Tanzania, East Africa (Squamata: Rhampholeon Günther 1874). Journal of Herpetology, vol. 36, n. 1, p. 51-57.